# Jelenec
Jelenec (in ungherese Gímes) è un comune della Slovacchia facente parte del distretto di Nitra, nella regione omonima.